# عامر بن الأكوع
الصحابيّ عامرُ بن الأكوع الأسلميّ، كان شاعرًا رقيقًا، استشهد في غزوة خيبر، ترجم له المؤرّخون ومنهم: ابن سعد: الطبقات الكبرى؛ أبو نُعيم: معرفة الصحابة؛ ابن عبد البرّ: الاستيعاب في معرفة الأصحاب؛ ابن الأثير: أسد الغابة في معرفة الصحابة؛ ابن حجر: الإصابة في تمييز الصحابة.:
أمر النبيُّ صلى الله عليه وسلم المسلمين بالاستعداد للخروج إلى خيبر، وحثّ المجاهدين على صفاء النيّة وعدم الخروج لنيل المغانم وعَرَض الحياة، وكان النبيّ صلى الله عليه وسلم يعلم أنّ المُهِمّة ليست يسيرة، وأنّ يهود خيبر على قدر كبير جدًّا من المهارة في الحرب ولديهم سائر متطلّبات القتال ولو طال. وخرج جيش المسلمين من المدينة، وفي الخارجين الصحابيّ عامرُ بن الأكوع، وكان عامرٌ إنسانًا رقيقًا يقول الشعر، وحين أبطأت الإبل سيرَها، التفت النبيُّ صلى الله عليه وسلم إلى عامرٍ وقال له: «انزِل يَا ابنَ الأَكوَعِ فَخُذْ لَنَا مِن هُنَيَّاتِكَ»
فهم عامرٌ رغبةَ رسول الله صلى الله عليه وسلم، فانبرى يرتجز من رقيق الكلام وأعذب الأشعار ما فيه عونٌ للمسلمين وتشجيعٌ لهم على السير بلا إبطاء ولا تخاذل، قال عامرٌ:
فقال رسول الله صلى الله عليه وسلم لعامرٍ: «يرحمُك الله»
وكان عامرُ بن الأكوع يقاتل مع إخوانه المجاهدين قتالًا لا هوادة فيه، ولا يخشى مواجهة أغلظ فرسان العدوّ، وبدأت الحصون تتهاوى أمام إصرار المسلمين، وبقي أحد الحصون منيعًا حتى أعيا جند المسلمين فتحُه أيّامًا عديدة.
كان يقود مقاتلي هذا الحصن فارس يهوديّ على قدر كبير من القوّة والبطش، هو مَرحبُ الذي كان يعدّ بألف فارس، وتجرّأ مرحبٌ على الخروج من الحصن ليقاتل المسلمين، وراح ينشد الشعر مفاخرًا ومتحدّيًا فرسان المسلمين ويقول:
فأقبل إليه عامرُ بن الأكوع شجاعًا لا يخشى في الله شيئًا، وأنشد يردّ على مرحب:
وتبادل عامرٌ الطعنات مع مرحب، وكان سيفُ عامرٍ قصيرًا فارتدّ إليه فأصابه بجراح قاتلة، فصار ينزف واحتمله المسلمون بعيدًا من الميدان لتضميد جرحه، غير أنّ الله شاء لعامرِ بن الأكوع الفارس الشجاع أن يعرج إليه شهيدًا مجاهدًا.
بات المسلمون تلك الليلة في غمّ وهمّ، وكانت سريّتان أرسلهما النبيّ لفتح الحصن وعادتا من غير توفيق من الله... ووقف النبيّ صلى الله عليه وسلم خطيبًا في جيش المسلمين عِشاءً ونادى: «لأعطينّ الرايةَ غدًا رجلًا يُحبُّ اللهَ ورسولَه، ويُحبُّه اللهُ ورسولُه، ليس بفرّارٍ يفتحُ اللهُ على يدَيه»
وأقبل الصباح فدعا النبيُّ صلى الله عليه وسلم عليًّا رضي الله تعالى عنه، فمسح على عينيه من رَمَد أصابهما، وقال له: «اذهَبْ فَقَاتِلْ حَتَّى يَفتَحَ اللَّهُ عَلَيكَ وَلَا تَلتَفِتْ»، ثمّ قال رسول الله صلى الله عليه وسلم وهو يعقد الراية لعليّ موصيًا: «انفُذْ عَلَى رِسلِكَ حَتَّى تَنزِلَ بِسَاحَتِهِم، ثُمَّ ادعُهُم إِلَى الإِسلَامِ، وَأَخبِرهُم بِمَا يَجِبُ عَلَيهِم مِن حَقِّ اللَّهِ فِيهِ، فَواللَّهِ لَأَن يَهدِيَ اللَّهُ بِكَ رَجُلًا وَاحِدًا خَيرٌ لَكَ مِن أَن تَكُونَ لَكَ حُمْرُ النَّعَمِ» ...
خرج من الحصن للقاء عليّ كبارُ الفرسان، أوّلهم الحارثُ أخو مرحب، فلم يلبث حتى خرّ صريعًا بسيف عليّ، ورأى مرحبٌ هذا المشهد فزمجر غاضبًا، وأقبل إلى عليّ يلوّح بسيفه وهو يردّد ما تبجّح به من قبل حين قتل عامرَ بن الأكوع، ولكنّ عليًّا صاح بوجهه:
وكرّ عليٌّ على مَرحب وهوى بسيف الله ذي الفقار على رأس عدوّه ففلق خوذته وشطر رأسه فخرّ صريعًا على الأرض، وذهل فرسان اليهود فولّوا هاربين، ومن بقي منهم ألحقه عليّ بمرحب وأخيه، واحتمل عليّ بابًا جعله درعًا، وأقدم مع بواسل المسلمين يدكّون الحصن حتى فتح الله على يديه كما أخبر رسول الله صلى الله عليه وسلم.
انتهت حرب خيبر، وعاد المسلمون منتصرين، وكانوا يستذكرون القتال، فقال بعضُهم إنّ عامرَ بن الأكوع حبط عملُه إذ قُتل بسيفه، فلمّا علم ذلك رسول الله صلى الله عليه وسلم قال: «كَذَبَ مَن قَالَ هذا، إِنَّ لَهُ أَجرَينِ»، وَأشار النبيُّ بِإِصبَعَيهِ السَّبَّابَةِ وَالوُسطى، ثمّ قال صلى الله عليه وسلم في عامرِ بنِ الأكوع: «إِنَّهُ لَجَاهِدٌ مُجَاهِدٌ»